# Itagimirim
Itagimirim är en kommun i Brasilien.   Den ligger i delstaten Bahia, i den östra delen av landet, 900 km öster om huvudstaden Brasília. Antalet invånare är 7 110.
Omgivningarna runt Itagimirim är huvudsakligen savann. Runt Itagimirim är det glesbefolkat, med 9 invånare per kvadratkilometer.